# Zarlagab
Zarlagab – władca gutejski, następca Inkiszusza, który według Sumeryjskiej listy królów miał rządzić Sumerem przez 6 lat.